# Borolia subacrapex
Borolia subacrapex là một loài bướm đêm trong họ Noctuidae.